# Одрон
Одрон (енгл. Rockfall, рус. Обвал) је стеновита маса или блок одвојен од залеђа и сурван у његово подножје. Одрон је геоморфолошки облик настао колувијалним процесом, тј. наглим откидањем и стропоштавањем стенске масе низ стрме падине. 

## Узроци настанка
Узрок одроњавања може бити ендогени или егзогени. Одрони се врло често јављају приликом снажних земљотреса или вулканских ерупција. Поткопавање природним процесима (флувијални, пролувијални, глацијални, марински) такође често доводи до одроњавања. 
Одроне често може изазвати и људска активност напажљивим засецањем стеновите масе.

## Карактеристике
По одваљивању блок се претура или само смиче, али за разлику од обурвавања у првом тренутку се не креће далеко низ падину већ, остаје у близини стеновите масе од које је одваљен. Притом настаје мрвљење дуж површина смицања као и до распуцавања блока. Стари назив за одрон је урвина.
Приликом кретања низ падину материјал прелази пут (у зависности од рељефа) обично од декаметарских до хектометарских дужина. Током котрљања низ падину крупни блокови се разбијају и уситњавају. Материјал се акумулира у подножју падине. Заобљавања и класификације по крупноћи при одроњавању нема.
Одрон се одликује релативно малом количином дробине и једним или више већих стенских блокова, који могу имати и по више десетина кубика. Одроном могу бити захваћене чврсте, везане стене, полувезане али и растресите.